# フロリダ人間機械認知研究所

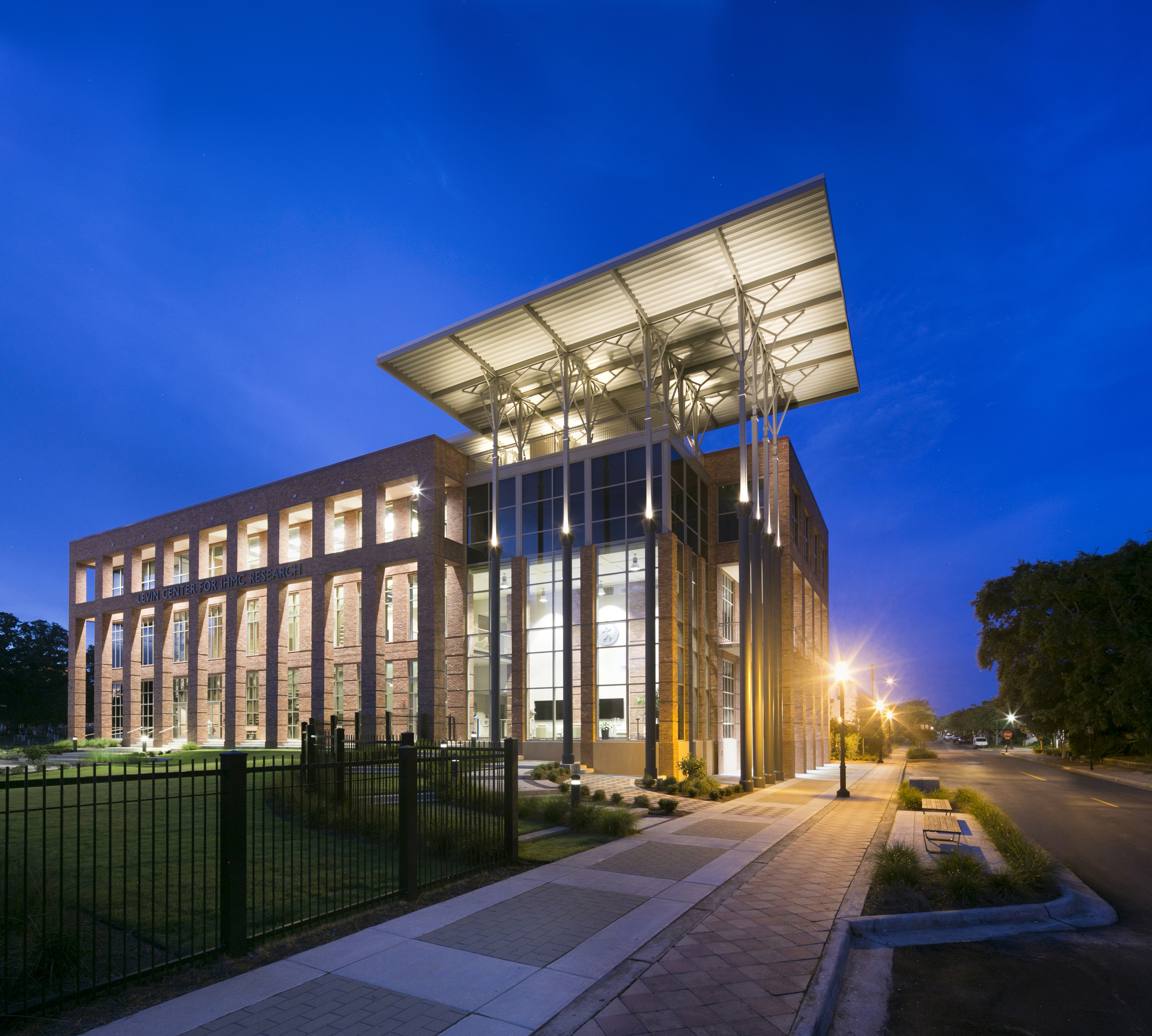
IHMCレビンセンター

フロリダ人間機械認知研究所 (Florida Institute for Human & Machine Cognition) はフロリダ州のペンサコーラとオカラに施設を持つ、フロリダ州立大学システムから始まった世界的に有名な非営利研究団体である。略称はIHMC（アイエイチエムシー）。IHMCの科学者とエンジニアは人類の認知、肉体、感知の能力を発展させるための科学技術の開発に関連した様々な研究に従事している。主なトピックしては人工知能、ロボット工学、ヒューマンコンピュータインタラクション、アジャイルソフトウェア開発,分散コンピューティング、ヒューマンパフォーマンス(en:Performance science)等が挙げられる。

## 研究提携団体
IHMCにおける人工知能、ロボット工学、分子生物学、統合生物学等の研究は様々な連邦政府や一般企業からの出資またはそれらの団体と提携して行われている。ロボット工学の研究の例としては、ヒューマノイドロボットとアバター、パラプレジックモビリティ用の電動エキソスケルトン、二足歩行と四足歩行、およびヒューマンマシンシステムの設計が挙げられる。連邦政府関連の団体としては空軍研究所、陸軍研究所、海軍研究所、国防高等研究計画局、エネルギー省、アメリカ航空宇宙局（NASA)、アメリカ国立衛生研究所（National Institute for Health: NIH)、アメリカ国立科学財団（National Science Foundation: NSF)等が挙げられる。連邦政府関連団体に加えて、IHMCは様々な一般企業と提携研究をおこなっている。

## 歴史
IHMCは１９８０年代末から１９９０年台初頭にかけてケン・フォード（en:Kenneth M. Ford）、アルベルト・カナス、ブルース・ダンによって西フロリダ大学のキャンパスに設立された。IHMCは当時コンピューター科学者、哲学者、心理学者が人間中心のコンピューティングプロジェクトで協力できるようにした最初の学際的な学術研究機関であった。IHMC発足当初にはヘンリー・カイバーグ（en:Henry E. Kyburg Jr.）、 クラーク・グライマー（en:Clark Glymour）、 パット・ヘイズ（en:Pat Hayes）、ジェームズ・アレン（en:James F. Allen）、ロバート・ホフマン（Robert Hoffman）、そしてジョセフ・ノバク（en:Joseph D. Novak）といった著名な学者達が様々な研究に従事した。このグループの学者達は現代世界で人間が機械とどのように相互作用するかについての基礎的で重要な研究を行ったとされている。
2004年、西フロリダ大学の研究機関の一つとして20年近く研究を行った後、フロリダ州立大学はK-20教育法に基づき、IHMCを独立した州全体の研究機関として発展的に再編した。この再編により、IHMCは、複数のフロリダ大学との研究提携を維持、発展させることができた。2010年までに、IHMCは、ペンサコーラのダウンタウンへの経済的、文化的、教育的好影響について、アメリカ合衆国商務省経済開発局によって認められた。この頃、IHMCは研究の規模を拡大するため、フロリダ州中部のオカラのダウンタウンに新しい研究施設を開設した。
福島第一原子力発電所事故への直接の対応として、アメリカ国防総省は、ヒューマノイドロボットを災害シナリオの最初の対応者として使える領域に押し上げるために、一連の世界的なロボット競技会を開始した。これらのコンテストの最初のラウンドは、仮想ロボティクスチャレンジと名付けられ、最初の対応者が経験する現実世界の課題をモデルにした複数のタスクを完了するために仮想ヒューマノイドロボットアバターをプログラミングするという共通の目標を持って、世界中から26チームがエントリーした。IHMCのロボティクスチームは、Virtual Robotics Challengeを首位で終了し、トップ8に与えられるボストン・ダイナミクスによって構築されたアトラス (ロボット)と国防高等研究計画局ロボティクスチャレンジ（en:DARPA Robotics Challenge）に参加するための資金を獲得した。 2012年12月、IHMCロボティクスチームはDARPAロボティクストライアルで総合2位を獲得した。これは、国防高等研究計画局ロボティクスチャレンジ（en:DARPA Robotics Challenge）の第1フェーズであり、IHMCはこれによりコンテストの最後の3年間のレグに参加するための資金を獲得した。2015年6月8日、IHMC Roboticsチームの革新的なオペレーターインターフェースにより、アトラス (ロボット)に大きな構造的損傷を与えた競技初日の壊滅的な一連の落下を克服し、総合２位を獲得した。
その間、国防高等研究計画局ロボティクスチャレンジ（en:DARPA Robotics Challenge）に参加した同じIHMC研究者は、FastRunnerプロジェクトで革新的な一連の実行ロボットを開発した。さらにはIHMCの自然言語処理を扱う研究者達は国防高等研究計画局によるコンピューターを使用して膨大な量の研究を分析し、複雑なメカニズムの根底にあるメカニズムを特定するビッグメカニズムプログラム（en:Big mechanism）の参加者として選ばれた。
2016年、IHMCは、ペンサコーラ (フロリダ州)のダウンタウンに数々の建築賞を受賞した30,000平方フィートのLevin Center for IHMC Research 建設を完了し、研究所、研究エリア、オフィスを拡張した。　また、その年にはIHMC上級研究科学者のジェリープラットが、そして２０１７年にはIHMCディレクターのケン・フォード（en:Kenneth M. Ford）がフロリダ発明家の殿堂（en:Florida Inventors Hall of Fame）に選出された。
IHMCの対麻痺性モビリティ研究チームは、２０１６年の最初のサイバスロンに参加した。サイバスロンは、ブレイン・マシン・インタフェースやロボット工学等先端技術を応用した義手や義足、車椅子などを用いて競技に挑むアスリートを対象とした世界初の国際大会であり、近代オリンピックと同様に4年ごとに開催される。外骨格パイロットのマークダニエルは、IHMCの4番目の対麻痺モビリティデバイスMinaV2を使用してサイバスロン ２０１６に参加し、トヨタモビリティ基金が後援するモビリティアンリミテッドチャレンジ（MobilityUnlimitedChallenge）用に開発されたQuix　Mobility　Platformを使用してサイバスロン２０２０に参加した。

## IHMC科学者と科学技術研究員
IHMCには、日本人を含む100人を超える研究者と技術スタッフがおり、その多くが研究分野の第一人者である。IHMCにはアメリカ人工知能学会のフェローに指名された科学者が６人所属している。さらにはIHMCにはアメリカ発明家の殿堂（en:National Academy of Inventors）入りしている研究者が４人所属している。

## 施設
IHMCは、ペンサコーラ (フロリダ州)とオカラ (フロリダ州)に複数の研究施設を持つ。

## アウトリーチ
IHMCは、ペンサコーラとオカラの両方の施設での一般公開されたレクチャーシリーズを含む、地域コミュニティでの多くのアウトリーチ活動を後援している。このシリーズは数十人の著名な講演者を迎え、2011年には、科学、技術、工学、数学教育を推進する非営利団体であるSTEM　Florida　Incに認められた。 IHMCは、サイエンスサタデー、I LOVEサイエンス、ロボット工学のオープンハウスやサマーキャンプなどのプログラムを通じて地域の教育も盛んにサポートしている。
2000年初頭、IHMCはイブニングレクチャーシリーズの制作を開始した。各講義は、客員研究員、思想的指導者、または公人を特集し、さまざまなトピックについて一般の人々を教育することに焦点を当てている。 2020年12月の時点でYouTubeにアップされているIHMCイブニングレクチャーは200を超えている。
ステムトーク（STEM-Talk） は、研究所が作成する隔週のポッドキャストである。 2016年3月1日に健康と長寿に関する研究をするピーターアティア（en:PeterAttia）を最初のゲストとしてこのポッドキャストは開始された。2020年12月現在、さまざまな研究トピックについて議論している116のエピソードがある。
STEM-Talkは、People's Choice en:Podcast Awardsにおいて2017年と2019年にSkeptics Guide to Science ＆ Medicine賞を受賞し、2019年にはウェビー賞の科学と教育の部門ににノミネートされた。

## 参照
- CmapTools

## その他の参考文献
- Watch six-legged robot run as fast as a car. CBS News.
- Sweep the Leg! Atlas Humanoid Robot Shows 'Karate Kid' Moves. NBC News (video)
- U.S. military building robotic ostrich for recon, search and rescue. VentureBeat.